# Sam Margolis
Samuel „Sam“ D. Margolis (* 1. November 1923 in Boston; † 20. März 1996) war ein US-amerikanischer Jazzmusiker (Tenorsaxophon, Klarinette).

## Leben und Wirken
Margolis, der von Louis Armstrong, Lester Young und Bud Freeman beeinflusst war, spielte in den 1940er-Jahren im Raum Boston in Bands, die gastierende Musiker wie Vic Dickenson, Bobby Hackett, Shad Collins und Rex Stewart begleiteten; 1949 gehörte er dem Orchester von Nat Pierce an, mit dem erste Aufnahmen entstanden. Ab Mitte der 1950er-Jahre arbeitete er in New York City häufig mit Ruby Braff, zu hören auf dessen Alben Hustlin’ and Bustlin’ (Storyville, 1955), Ruby Braff Special (Vanguard, 1955) und zuletzt auf Very Sinatra (1981). Mit Braff und Pee Wee Russell gastierte er 1957 auf dem Newport Jazz Festival auf. In den 1970er-Jahren hatte er ein eigenes Quintett, mit dem er auch in New York auftrat. Im Bereich des Jazz war er zwischen 1949 und 1981 an 14 Aufnahmesessions beteiligt. Er arbeitete noch bis Mitte der 1980er-Jahre im Raum Boston, bevor er nach Florida zog, wo er noch mit lokalen Bands auftrat.